# Пресервед Фіш
Пресервед Фіш (англ. Preserved Fish) (1766—1846) — видатний підприємець торгового судноплавства з міста Нью-Йорк першої третини XIX століття. Він обіймав посаду президента Банку Америки, який не був пов'язаний з поточною установою з такою назвою, і був одним з перших брокерів New York Stock & Exchange Board. Він був одним з лідерів руху за відміну від саббатанізма (англ. sabbatarianism) в Сполучених Штатах.
Його ім'я правильно вимовлялося з трьох складів («pre-SER-vedd»), і було посиланням на те, щоб бути «збереженим від гріха» (англ. "preserved from sin") або «зберегтися в благодаті» (англ. "preserved in grace"). Його родина, чільна в місті Нью-Йорк, дала початок Гамільтону Фішу (англ. Hamilton Fish) (губернатор, сенатор і держсекретар) і Стайвесенту Фішу (англ. Stuyvesant Fish).

## Біографія
Пресервед Фіш народився в 1766 році в Портсмуті (Род-Айленд) в сім'ї коваля, якого також звали Консервована Риба (англ. Preserved Fish). Також діда, батько коваля, звали Пресервед Фіш, але батько діда мав ім'я Томас.
В юності, молодший Пресервед Фіш відправився на Тихий океан на китобійне судно. Він став капітаном судна у віці 21 рік. В нього не зайняло багато часу, щоб зрозуміти, що багатство полягає у продажу китового жиру, а не в його здобутті. Як підприємець Пресервед Фіш процвітав в Нью-Бедфорд (Массачусетс), але мав політичні склоки і поїхав до Нью-Йорку.
У 1812 році Пресервед Фіш становиться директором банку «Bank of North America», який був заснований після не мавшого[що це?] продовження Першого банку США. Він також був одним з 28 брокерів Нью-Йоркської Біржі (англ. New York Exchange Board), яка пізніше стала Нью-Йоркською фондовою біржею.
Разом з Джозефом Гріннелєм він контролював вагому судноплавну фірму «Fish & Grinnell» — яка почалася в 1815 році в його зусиллях з розширення свого ринку китового жиру.
В 1822 році «Fish & Grinnell» заснувала «англ. Swallowtail Line of Liverpool and London packets», — лінію з Ліверпульських та Лондонських пакетів.
Після своєї відставки в 1829 році з «Fish & Grinnell», давшої поштовх для створення «Grinnell, Minturn & Co.», і короткочасної відставки від бізнесу він служив до своєї смерті президентом Банка Торговців в Нью-Йорку. Він також брав участь в Tammany Hall. Разом з іншим банкіром Гайдеоном Лі (англ. Gideon Lee) його фракція контролювала Демократичну партію в місті Нью-Йорк в той час, коли реформатори «Божевільного Зосередження» (англ. Loco Foco) безуспішно намагалися взяти керування на себе.
Пресервед Фіш помер в 1846 році і був похований на Мармуровому кладовищі (англ. Marble Cemetery) в місті Нью-Йорк.

## Інші джерела
- New York Public Library Digital Gallery